# Chlorophthalmus chalybeius
Chlorophthalmus chalybeius is een straalvinnige vissensoort uit de familie van groenogen (Chlorophthalmidae). De wetenschappelijke naam van de soort is voor het eerst geldig gepubliceerd in 1881 door Goode.